# Surcamps
Surcamps és un municipi francès situat al departament del Somme i a la regió dels Alts de França. L'any 2007 tenia 69 habitants.

## Demografia

### Població

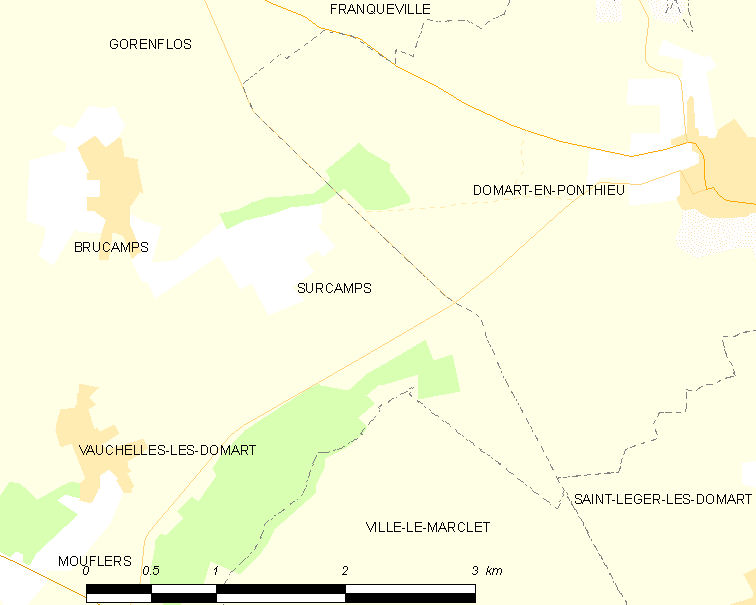
mapa del municipi

El 2007 la població de fet de Surcamps era de 69 persones. Hi havia 24 famílies de les quals 4 eren unipersonals (4 homes vivint sols), 8 parelles sense fills, 8 parelles amb fills i 4 famílies monoparentals amb fills.
La població ha evolucionat segons el següent gràfic:
Habitants censats

### Habitatges
El 2007 hi havia 32 habitatges, 27 eren l'habitatge principal de la família i 5 estaven desocupats. Tots els 32 habitatges eren cases. Dels 27 habitatges principals, 22 estaven ocupats pels seus propietaris, 4 estaven llogats i ocupats pels llogaters i 1 estava cedit a títol gratuït; 2 tenien tres cambres, 6 en tenien quatre i 19 en tenien cinc o més. 18 habitatges disposaven pel capbaix d'una plaça de pàrquing. A 9 habitatges hi havia un automòbil i a 17 n'hi havia dos o més.

### Piràmide de població
La piràmide de població per edats i sexe el 2009 era:
| Homes | Edats   | Dones |
| ----- | ------- | ----- |
| 0     | 95 o +  | 0     |
| 0     | 90 a 94 | 0     |
| 4     | 85 a 89 | 0     |
| 0     | 80 a 84 | 0     |
| 4     | 75 a 79 | 4     |
| 0     | 70 a 74 | 4     |
| 0     | 65 a 69 | 0     |
| 4     | 60 a 64 | 0     |
| 0     | 55 a 59 | 4     |
| 4     | 50 a 54 | 0     |
| 8     | 45 a 49 | 4     |
| 0     | 40 a 44 | 4     |
| 8     | 35 a 39 | 0     |
| 0     | 30 a 34 | 0     |
| 0     | 25 a 29 | 4     |
| 0     | 20 a 24 | 0     |
| 8     | 15 a 19 | 0     |
| 0     | 10 a 14 | 0     |
| 0     | 5 a 9   | 0     |
| 0     | 0 a 4   | 0     |

## Economia
El 2007 la població en edat de treballar era de 43 persones, 34 eren actives i 9 eren inactives. De les 34 persones actives 33 estaven ocupades (21 homes i 12 dones) i 1 aturada (1 dona i 1 dona). De les 9 persones inactives 2 estaven jubilades, 1 estava estudiant i 6 estaven classificades com a «altres inactius».
Activitats econòmiques
L'any 2000 a Surcamps hi havia 3 explotacions agrícoles que ocupaven un total de 231 hectàrees.

## Poblacions més properes
El següent diagrama mostra les poblacions més properes.